# Greeley (Iowa)
Greeley è un comune degli Stati Uniti d'America, situato nello Stato dell'Iowa, nella contea di Delaware.